# Acanthocreagris leucadia
Espèce
Synonymes
- Microcreagris leucadia Mahnert, 1972

Acanthocreagris leucadia est une espèce de pseudoscorpions de la famille des Neobisiidae.

## Distribution
Cette espèce est endémique de Grèce.

## Description
La femelle holotype de Acanthocreagris leucadia leucadia mesure 1,9 mm
La femelle holotype de Acanthocreagris leucadia epirensis mesure 1,9 mm

## Liste des sous-espèces
Selon Pseudoscorpions of the World (version 3.0) :
- Acanthocreagris leucadia epirensis Mahnert, 1974 d'Épire
- Acanthocreagris leucadia leucadia (Mahnert, 1972) de Leucade

## Systématique et taxinomie
Cette espèce a été décrite sous le protonyme Microcreagris leucadia par Mahnert en 1972. Elle est placée dans le genre Acanthocreagris par Mahnert en 1974.

## Étymologie
Son nom d'espèce lui a été donné en référence au lieu de sa découverte, Leucade.
Le nom de sous-espèce, composé de epir[e] et du suffixe latin -ensis, « qui vit dans, qui habite », lui a été donné en référence au lieu de sa découverte, l'Épire.

## Publications originales
- Mahnert, 1972 : Über griechische Pseudoskorpione I: Microcreagris leucadia nov. spec. (Arachnida: Pseudoscorpiones, Neobisiidae). Berichte des Naturwissenschaftlich-Medizinischen Vereins in Innsbruck, vol. 59, p. 51-56 (texte intégral).
- Mahnert, 1974 : Acanthocreagris nov. gen. mit Bemerkungen zur Gattung Microcreagris (Pseudoscorpiones, Neobisiidae) (Über griechische Pseudoskorpione IV). Revue suisse de Zoologie, vol. 81, no 4, p. 845-885 (texte intégral).